# Верейский, Георгий Семёнович
Гео́ргий Семёнович Вере́йский (18 [30] июля 1886, Проскуров, Подольская губерния — 18 или 19 декабря 1962, Ленинград) — русский и советский график, последователь «мирискусников», важная фигура среди ленинградских художников первых советских десятилетий, живописец, художественный публицист и педагог; отец графика Ореста Верейского. Действительный член Академии художеств СССР (с 1949). Народный художник РСФСР (1962).

## Биография
Родился в Проскурове. Происходил из дворян. Сын Семёна Петровича Верейского, в 1897—1914 годах состоявшего членом правления Харьковской общественной библиотеки, в связи с чем семья переехала в Харьков. Среднее образование получил в Харьковской 3-й гимназии, по окончании которой в 1904 году поступил в Харьковский университет. Участвовал в событиях первой русской революции 1905 года, даже находился некоторое время под арестом и был вынужден эмигрировать (1905—1907). В 1907 году вернулся в Харьковский университет на первый курс историко-филологического факультета. В 1911 году перешел в Санкт-Петербургский университет.
Первоначальное художественное образование получил в Харькове в частной школе Е. Е. Шрейдера. Систематического художественного образования не получил, однако по переезде в Санкт-Петербург занимался в Новой художественной мастерской, где был высокий уровень преподавания. В 1913—1916 годах учился у М. В. Добужинского, Б. М. Кустодиева, А. П. Остроумовой-Лебедевой и Е. Е. Лансере.
- С 1915 года — член объединения «Мир искусства».
- В 1916—1918 годах был мобилизован и находился на военной службе, где каждую свободную минуту использовал для фронтовых зарисовок.
- В 1918—1930 годах работал в отделении гравюр Эрмитажа.
- С 1918 года преподавал в Высшем институте фотографии и фототехники;
- в 1918—1919 годах — в Центральном училище технического рисования;
- в 1921—1923 годах в ВХУТЕМАСе.
- С 1933 года работал в экспериментальной литографской мастерской ЛОСХ.

Мастер графического портрета и пейзажа (литография, офорт, рисунок), отличающегося точностью характеристики модели, подчёркнутой твёрдостью рисунка; создал ряд пейзажных и жанровых листов. Участвовал в работе объединения «Боевой карандаш». В 1920 году сделал ряд портретных зарисовок В. И. Ленина на Конгрессе III Интернационала. Действительный член АХ СССР (1949).
Умер 18 декабря 1962 года в Ленинграде; похоронен на Богословском кладбище. Надгробие (скульптор Е. П. Линцбах, архитектор В. А. Петров) создано в 1984 году.
Сын — советский график О. Г. Верейский, автор знаменитых иллюстраций к «Василию Теркину».

## Творчество
Серии литографий
- «Портреты русских художников» (1922, 1927)
- «Деревня» (1924)
- Эредиа Х.-М. Трофеи. Л. ГИЗ, 1925. 207 с. (все внутренние гравюры, за исключением обложки, которую сделал М. А. Кирнарский)
- «Русские писатели» (1927, 1929)
- «Четырнадцать портретов» (1928)
- «Военно-воздушный флот СССР» (1934)
- Портреты деятелей Советского государства, лётчиков, рабочих, деятелей советской культуры (К. А. Федина (1940); И. А. Орбели, 1942; В. И. Курдова, 1942; Е. Е. Лансере, 1944; Е. А. Мравинского, 1947; Г. С. Улановой, 1950; С. Т. Конёнкова, 1954; С. М. Юнович, 1960).

## Адреса в Санкт-Петербурге
- 1912—1914 — 3-я линия, 24;[6]
- 1914—1961 — Большой проспект Васильевского острова, 24.

## Память
- На доме по адресу В. О., Большой проспект, дом 24 в 1970 году была установлена мемориальная доска (архитектор Т. Н. Милорадович)[7].

## Награды и премии
- Сталинская премия второй степени (1946) — за серию портретов деятелей советской культуры
- народный художник РСФСР (1962)
- заслуженный деятель искусств РСФСР (1946)
- орден Трудового Красного Знамени (27.7.1946)
- медали